# Wilhelm Pomezny
Wilhelm Pomezny (* 28. Juli 1887 in Adrianopel, Osmanisches Reich; † 8. Mai 1958 in Berlin) war ein deutscher Politiker (SPD).
Pomezny besuchte eine Handelshochschule und schloss mit dem Diplom-Kaufmann ab, anschließend wurde er Bankangestellter. Im Ersten Weltkrieg war er vier Jahre Soldat. Zwischen den Kriegen war Pomezny selbständig im Import- und Exporthandel tätig. Bis zum Ende des Zweiten Weltkrieges war er leitender kaufmännischer Angestellter.
1945 trat Pomezny der SPD bei und arbeitete in Bezirksämtern und beim Magistrat von Groß-Berlin. Bei der Berliner Wahl 1946 wurde er in die Bezirksverordnetenversammlung des Bezirks Lichtenberg gewählt und wurde schnell dort Vorsitzender der SPD-Fraktion. Im Oktober 1947 wurde Pomezny zum Bezirksbürgermeister des Bezirks Lichtenberg gewählt, im Dezember 1948 schied er wieder aus. Anschließend arbeitete er als Haushaltsdezernent im Landesgesundheitsamt. Im September 1949 rückte er in die Berliner Stadtverordnetenversammlung nach, da Wilhelm Urban Bezirksstadtrat in Lichtenberg wurde. Auch in das Abgeordnetenhaus von Berlin konnte er durch das „Gesetz über eine Vertretung der an der Wahl verhinderten Kreise im Abgeordnetenhaus vom 27. März 1951“ nachrücken.